# دمچه‌ای سبز
دمچه‌ای سبز (نام علمی: Sylvietta virens) نام یک گونه از سرده دمچه‌ای‌ها است.